# Nunes (Fußballspieler)

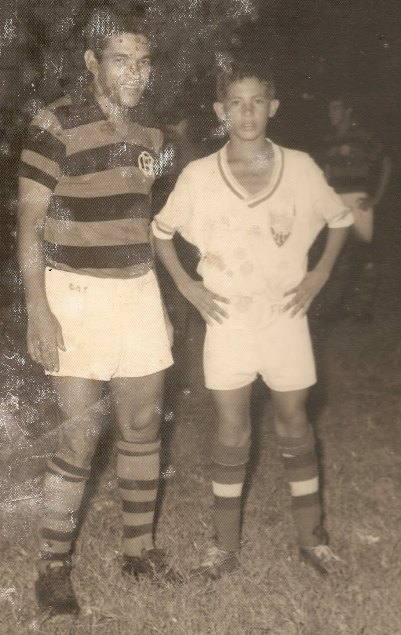
Nunes mit Garrincha, 1969

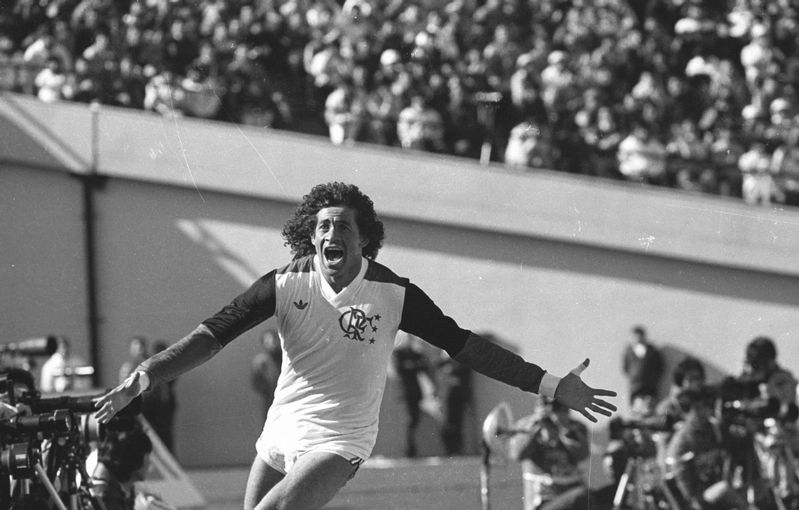
Nunes im Dress von Flamengo

João Batista Nunes de Oliveira, genannt Nunes, (* 20. Mai 1954 in Cedro de São João, SE) ist ein ehemaliger brasilianischer Fußballspieler.

## Karriere
Nunes kam bereits als vierzehnjähriger zum CR Flamengo in Rio de Janeiro. Nach fünf Jahren kurz vor dem Sprung in den Profikader, entschieden sich die Vereinsoffiziellen gegen eine weitere Verpflichtung des Spielers. Er wechselte daraufhin zu kleineren Clubs nach Pernambuco. Hier feierte mit dem Santa Cruz FC seinen ersten Erfolge und machte dadurch wieder auf sich aufmerksam. Nunes konnte 1978 wieder nach Rio zurückkehren und ging zum Fluminense FC dem großen Lokalrivalen seiner großen Liebe Flamengo.
Im selben Jahr nahm Nunes bei der Vorbereitung des brasilianischen Kaders auf die Fußball-Weltmeisterschaft 1978 teil. Aufgrund einer Verletzung, die er sich im Zuge eines Trainings zuzog, musste er aber aus dem Kader gestrichen werden.
Es schloss sich eine Verpflichtung für eine Saison nach Italien an, bevor Nunes 1980 von Flamengo verpflichtet wurde. Der Spieler wurde hier Teil einer erfolgreichen Mannschaft, die mehrere nationale und internationale Titel gewann. Persönlich konnte er sich sogar 1981 die Krone des Torschützenkönigs in der brasilianischen Meisterschaft sichern. Nach erfolgreichen drei Jahren wechselte er noch mehrmals den Verein, u. a. nach Portugal. 1987 wollte er zunächst seine Laufbahn als Profispieler bei Flamengo beenden, ließ sich aber doch noch zweimal von kleineren Vereinen verpflichten.

## Erfolge
Santa Cruz
- Staatsmeisterschaft von Pernambuco: 1976, 1978
- Super Campeonato Pernambucano: 1976
- Torneio Início de Pernambuco: 1976

Flamengo
- Trofeo Ramón de Carranza: 1980
- Trofeo Cidade de Santander: 1980
- Campeonato Brasileiro de Futebol: 1980, 1982
- Copa Libertadores: 1981
- Weltpokal: 1981
- Staatsmeisterschaft von Rio de Janeiro: 1981, 1986
- Taça Guanabara: 1980, 1981, 1982, 1984

Náutico
- Staatsmeisterschaft von Pernambuco: 1985

Atlético Mineiro
- Staatsmeisterschaft von Minas Gerais: 1986
- Staatspokal von Minas Gerais: 1986

Auszeichnungen
- Brasilianischer Torschützenkönig: 1981
- Bola de Prata: 1981